# Cortelyou Road (línea Brighton)
Cortelyou Road es una estación en la línea Brighton del Metro de Nueva York de la división B del Brooklyn–Manhattan Transit Corporation. La estación se encuentra localizada en Flatbush, Brooklyn entre Cortelyou Road y la Calle 16 Este. La estación es servida en varios horarios por los trenes del Servicio  y .